# El Gran Wyoming

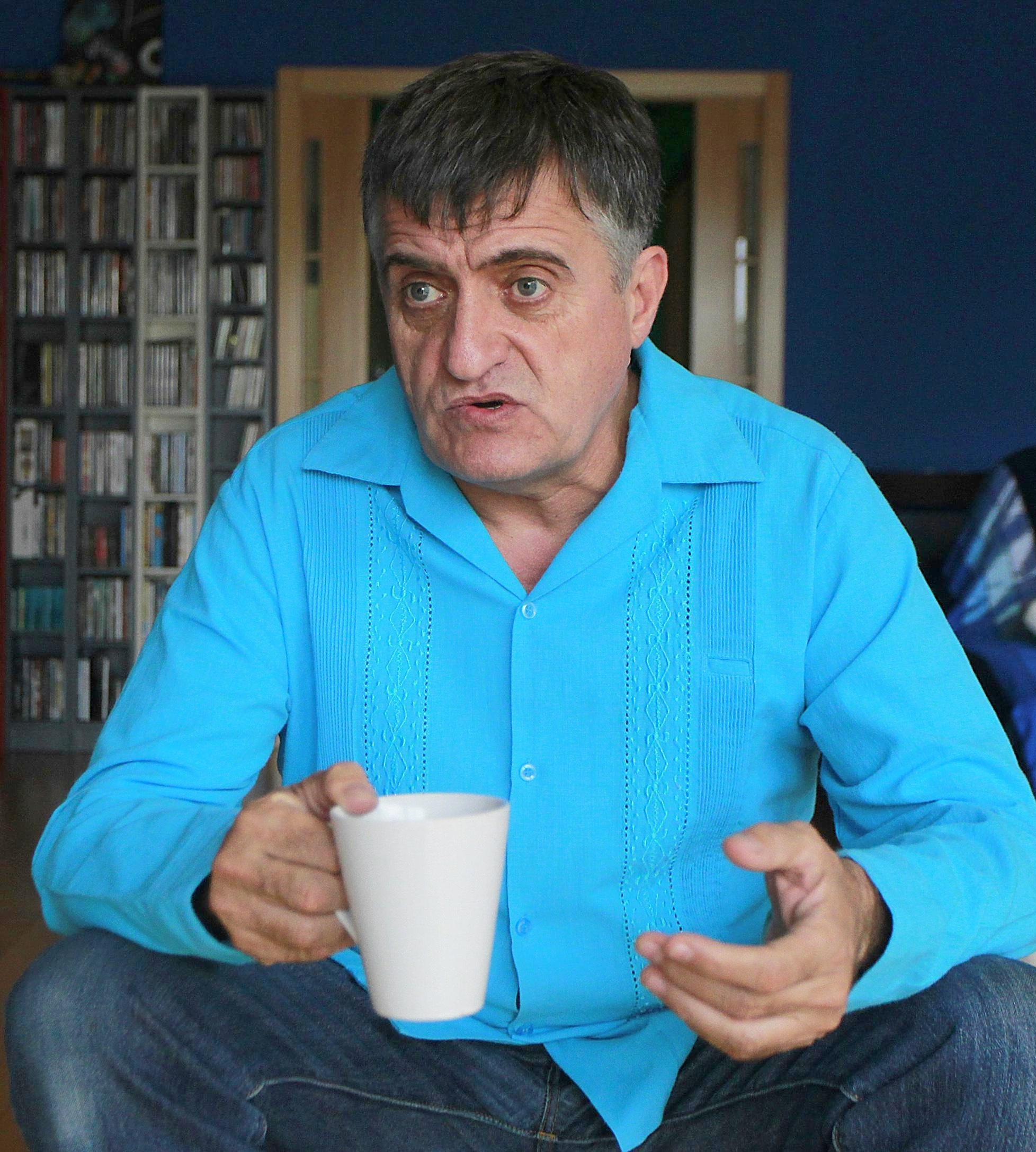
El Gran Wyoming (2015)

El Gran Wyoming (bürgerlich José Miguel Monzón Navarro; * 15. Mai 1955 in Madrid) ist ein spanischer Komiker, Schauspieler, Schriftsteller, Musiker, Drehbuchautor und TV-Moderator.

## Leben
Er arbeitete zuerst als Arzt, dann ab 1982 spielte er mit seiner Rockband Paracelso in Madrider Bars. Nach einigen Statistenrollen bekam er 1980 die Hauptrolle in Fernando Truebas Ópera prima. Für das Quiz Silencio se juega kam er 1984 zum Fernsehen.
Dass die von ihm seit 1993 moderierte Sendung El peor programa de la semana eingestellt wurde, führt er auf politische Motive zurück. Seine Unterstützung der Proteste gegen die Partido-Popular-Regierung habe ihn auch die Moderation von Caiga quien caiga (ab 1996) gekostet. Er beteiligte sich an der sozialkritischen Dokumentarfilm-Kompilation ¡Hay motivo!.
Seit 2006 co-moderiert er mit El intermedio einen satirischen Tagesrückblick bei La Sexta.

## Werk

### Filmografie
- Ópera prima (1980)
- Best seller (1982)
- Lulú de noche (1985)
- Sé infiel y no mires con quién (1985)
- Lady Check – Jetzt sind mal die Männer dran (La vida alegre) (1986)
- Esa cosa con plumas (1988)
- No hagas planes con Marga (1988)
- La marrana (1992)
- La mujer de tu vida 2: La mujer duende (Drehbuch, 1992)
- La reina anónima (1992)
- Cómo ser infeliz y disfrutarlo (1993)
- Oh, cielos (1994)
- Historias de la puta mili (Drehbuch, 1994)
- Hermanos de leche (TV-Serie, 1996)
- Tengo una casa (1996)
- Water Easy Reach (1998)
- Muertos de risa (1999)
- Buñuel y la mesa del rey Salomón (2001)
- El florido pensil (2001)
- Manolito Gafotas en mola ser jefe (2001)
- Vivancos 3 (2002)
- El oro de Moscú (2003)

(Quelle:)

### Moderationen
- Silencio se juega (1981)
- La noche se mueve (Telemadrid, 1992)
- El peor programa de la semana (La 2, 1993)
- Caiga quien caiga (Telecinco, 1996)
- La Azotea de Wyoming (La Primera, 2004)
- El Intermedio (La Sexta, seit 2006)

### Dokumentationen
- El Severo me duele (2006)

### Bücher
Sachbuch
- Un vago, dos vagos, tres vagos (Temas de Hoy, 1997)

Roman
- Te quiero personalmente (Anagrama, 1993)
- Las Aventuras Del Mapache (Ediciones Alfaguara, 2002)

### Musikalben
- Antolojía 1975-2000 (2000; Mit Reverendo)